# De Menor
De Menor é um filme brasileiro de 2014 dirigido por Caru Alves de Souza, a partir de seu roteiro com Fabio Meira. 
Foi exibido na Categoria "Horizontes" do Festival Internacional de Cinema de San Sebastián, em 2013.

## Elenco
- Rita Batata como Helena
- Giovanni Gallo como Caio
- Caco Ciocler como Carlos
- Rui Ricardo Diaz como Paulo
- Gilda Nomacce como Lurdes
- Luci Pereira como Alzira

## Prêmios e Indicações
| Ano  | Premiação                            | Categoria               | Recipiente                      | Resultado | Ref.  |
| ---- | ------------------------------------ | ----------------------- | ------------------------------- | --------- | ----- |
| 2015 | Prêmio Guarani de Cinema Brasileiro  | Melhor Filme            | Caru Alves de Souza Tata Amaral | Indicado  | [ 3 ] |
| 2015 | Prêmio Guarani de Cinema Brasileiro  | Melhor Atriz            | Rita Batata                     | Indicado  | [ 3 ] |
| 2015 | Prêmio Guarani de Cinema Brasileiro  | Melhor Roteiro Original | Caru Alves de Souza Fabio Meira | Indicado  | [ 3 ] |
| 2015 | Prêmio Guarani de Cinema Brasileiro  | Melhor Revelação do Ano | Giovanni Gallo                  | Indicado  | [ 3 ] |
| 2014 | Prêmio APCA                          | Melhor Fotografia       | Jacob Solitrenick               | Venceu    | [ 4 ] |
| 2014 | Festival de Cinema e Vídeo de Cuiabá | Melhor Atriz            | Rita Batata                     | Venceu    | [ 5 ] |